# Bejt Rimon
Bejt Rimon (hebrejsky בֵּית רִמּוֹן, doslova "Dům granátových jablek", anglicky Beit Rimon v oficiálním seznamu sídel Bet Rimmon) je vesnice typu kibuc v Izraeli, v Severním distriktu, v Oblastní radě Dolní Galilea.

## Geografie
Leží v nadmořské výšce 354 metrů na západním konci hřbetu hory Har Tur'an v Dolní Galileji. Na severní straně terén prudce spadá do údolí Bejt Netofa, na jižní a západní do údolí Bik'at Tur'an, kterým protéká vádí Nachal Jiftach'el.
Vesnice se nachází cca 20 kilometrů západně od centra města Tiberias, cca 93 kilometrů severovýchodně od centra Tel Avivu a cca 32 kilometrů východně od centra Haify. Bejt Rimon obývají Židé, přičemž osídlení v tomto regionu je převážně arabské. Izraelští Arabové obývají většinově aglomeraci Nazaretu ležící na jižní straně. Na východní straně lemují svahy hory Tur'an rovněž arabská města jako Tur'an nebo Bu'ejne-Nudžejdat. Pouze na jihozápadní straně od Bejt Rimon se nachází územně souvislý blok židovských vesnic okolo mošavu Cipori.
Bejt Rimon je na dopravní síť napojen pomocí místní komunikace, jež na jihu ústí do dálnice číslo 77 (spojující oblast Haify s Tiberiasem).

## Dějiny
Bejt Rimon byl založen v roce 1977. Pojmenován byl podle biblického města Rimón z Knihy Jozue 19,13 Původně šlo o polovojenský opěrný bod typu Nachal. V roce 1979 se proměnil na ryze civilní sídlo. Na založení se podíleli členové organizace Bnej Akiva. Přišli sem židovští přistěhovalci z USA, Velké Británie i Jihoafrické republiky. Cílem zakladatelů bylo ustavit v tomto regionu nábožensky orientovaný kibuc, který by doplnil nedaleký již etablovaný kibuc Lavi.
Ekonomika obce je založena na zemědělství, průmyslu a turistickém ruchu. Většina populace ale za prací dojíždí mimo obec. V Bejt Rimon funguje zařízení předškolní péče o děti. Základní škola je v kibucu Lavi. Dále je zde náboženská vojenská přípravka (mechina). V obci je k dispozici společenské centrum, poštovní úřad, zdravotní ordinace, obchod, synagoga a knihovna.
V roce 1999 začala výstavba nové obytné čtvrtě a obec prochází stavební i demografickou expanzí.

## Demografie
Obyvatelstvo kibucu Bejt Rimon je nábožensky orientované. Podle údajů z roku 2014 tvořili naprostou většinu obyvatel v Bejt Rimon Židé (včetně statistické kategorie "ostatní", která zahrnuje nearabské obyvatele židovského původu ale bez formální příslušnosti k židovskému náboženství).
Jde o menší sídlo vesnického typu s dlouhodobě rostoucí populací. K 31. prosinci 2014 zde žilo 589 lidí. Během roku 2014 populace stoupla o 5,4 %.
| Rok            | 1983 | 1995 | 2001 | 2003 | 2004 | 2005 | 2006 | 2007 | 2008 | 2009 | 2010 | 2011 | 2012 | 2013 | 2014 |
| -------------- | ---- | ---- | ---- | ---- | ---- | ---- | ---- | ---- | ---- | ---- | ---- | ---- | ---- | ---- | ---- |
| Počet obyvatel | 93   | 166  | 198  | 245  | 250  | 277  | 294  | 318  | 325  | 384  | 403  | 440  | 482  | 559  | 589  |